# Herbert Wetterauer

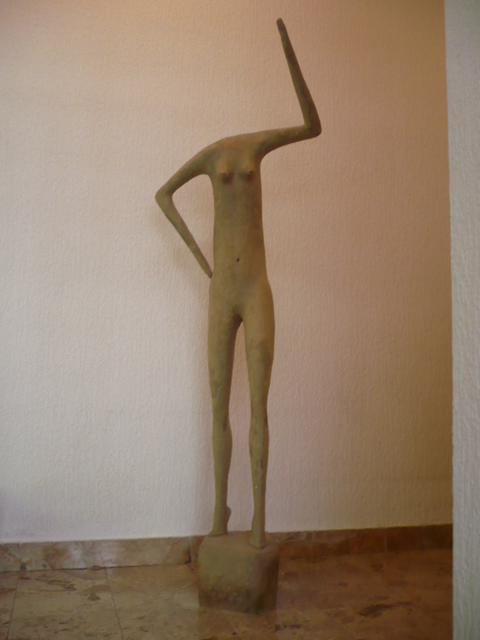
Lebensgroße Skulptur aus massiver Kartonmasse von Herbert Wetterauer

Herbert Wetterauer (* Ostersonntag, 21. April 1957 in Karlsruhe) ist ein deutscher Maler, Bildhauer und Autor.

## Leben
Wetterauer wuchs auf in Karlsruhe, wo er nach Abitur und Zivildienst an der Staatlichen Akademie der Bildenden Künste Karlsruhe bei Per Kirkeby und Albrecht von Hancke Bildende Kunst und an der Universität Karlsruhe Germanistik studierte. Von 1980 bis 1983 war er Mitarbeiter des Karlsruher Kulturmagazins Kultur in Karlsruhe (KiK), für das er hauptsächlich Kunst- und Literaturkritiken, aber auch kritische Reportagen aus dem Alltagsleben verfasste und wo auch zahlreiche seiner Cartoons und Illustrationen zu Kurzgeschichten anderer Autoren veröffentlicht wurden.
Seit 1979 nimmt er an Ausstellungen teil. Unter den Einzelpräsentationen waren auch internationale Ausstellungsinstitutionen (1983 eigener Raum Staatliche Kunsthalle Baden-Baden). Seine künstlerischen Arbeiten sind durchgehend gegenständlicher Art. Anfänglich dem magischen Realismus und gesellschaftskritischen Tendenzen in der Malerei verpflichtet, wendete er sich 1987 verstärkt der Skulptur zu, wo die weibliche Figur das beherrschende Thema seiner Arbeit wurde. Werke von ihm befinden sich in privaten und öffentlichen Sammlungen.
2009 erschien sein erster Roman unter dem Titel Stromness, dem die Romane Du sollst nicht vertrauen und tod.com folgten. Wetterauer lebt seit 1999 in Wörth am Rhein bei Karlsruhe.

## Ausstellungen (Auswahl)
- 2015: Videopräsentation auf der Art Karlsruhe
- 2011: BBK-Schaufenster, Karlsruhe
- 2008: Einzelpräsentation im Kunstschaufenster der Stadt Karlsruhe
- 2007: Zeitgleich-Ausstellung Bundesverband Bildender Künstlerinnen und Künstler, Orgelfabrik Karlsruhe
- 2001: Künstlerhaus-Galerie Karlsruhe
- 2000: Ausstellung zum Heinrich-von-Zügel-Preis, Altes Rathaus Wörth am Rhein
- 1998: Ausstellung zum Arthur Grimm-Preis, Haus Baden-Württemberg Mosbach
- 1997: Landesgewerbeamt Baden-Württemberg
- 1995: Sammlung Westermann, Städtische Galerie Fruchthalle (Rastatt)
- 1994: Dritter Preis im Plakatwettbewerb zur 8. Karlsruher Künstlermesse
- 1993: Erste Europäische Biennale für Material- und Textilkunst
- 1991: Künstler im Besitz des Regierungspräsidiums Karlsruhe, Schloss Bruchsal
- 1990: Erster Preis im Plakatwettbewerb zur 4. Karlsruher Künstlermesse[3]
- 1986: Kunstverein Schwetzingen und Ausstellung zum Kunstpreis Sparkasse Esslingen
- 1983: Einzelpräsentation (eigener Raum) Kunsthalle Baden-Baden
- 1981: Einzelpräsentation Schaufenster Badischer Kunstverein Karlsruhe
- 1979: Einzelausstellung Galerie Forum Rotart Karlsruhe

## Veröffentlichungen (Auswahl)

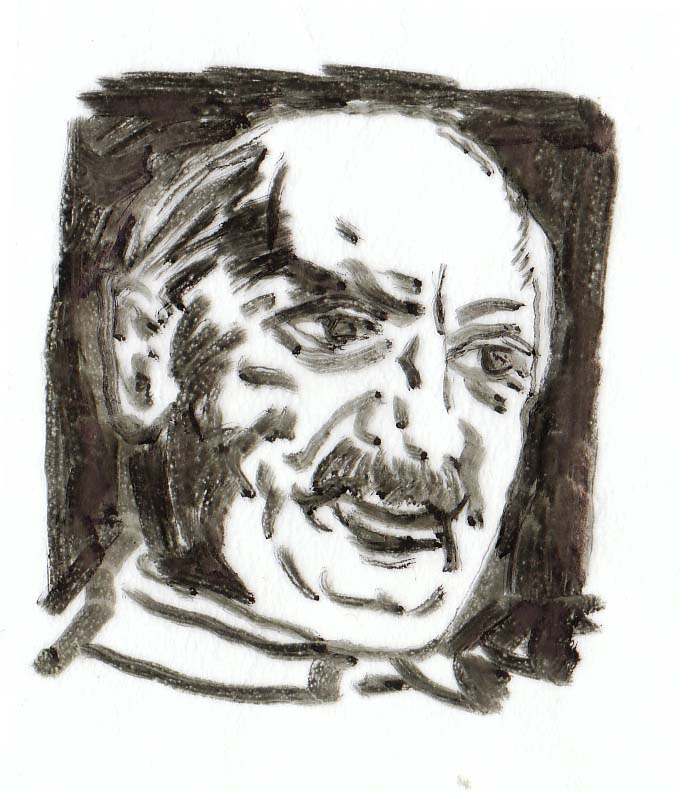
Pinselzeichnung von Herbert Wetterauer, (Porträt Martin Heidegger, 2010)

- Konsum-Weihnacht. In: pferscha. Nr. 3, Graz 1974.
- Die Mechanik der komischen Zeichnung. In: Zeitschrift für Kunstpädagogik. Nr. 5, 1975.
- Katchina. In: Ketchup-Magazin. Nr. 2, 1981.
- KiK-Magazin. Nr. 9 bis 70, 1980 bis 1983.
- Brunch Brutal oder die doppelte Lust am Vormittagsprogramm. Zus. mit Norbert Ney (Text). Karlsruher Wechselblatt 7/86, Karlsruhe 1986.[4]
- Aufmarsch der Kunsthistoriker. In: artist. Nr. 38, 1999.
- Stromness. Schardt Verlag, Oldenburg 2009, ISBN 978-3-89841-487-6.
- Der weiße Dackel. In: Neues Karlsruher Lesebuch. Info Verlag, Karlsruhe 2010, ISBN 978-3-88190-589-3.
- Du sollst nicht vertrauen. E-Book 2013; KDP-Taschenbuch. 2019, ISBN 978-1-79794-316-9.
- DANEBEN – Geschichten aus der Nachbarschaft. E-Book 2013; KDP-Taschenbuch. 2019, ISBN 978-1-79800-066-3.
- tod.com, Info Verlag, Karlsruhe 2013, ISBN 978-3-88190-747-7.
- Haltung der griechischen Landschildkröte. E-Book und KDP-Taschenbuch. 2019, ISBN 978-1-79847-036-7.
- Das Werk – Eine Monographie in Selbstzeugnissen. E-Book und KDP-Taschenbuch. 2020, ISBN 979-8-5796-4146-5.
- Wurst – ein Leitfaden. Erzählungen. E-Book und KDP-Taschenbuch. 2020, ISBN 979-8-6900-3785-7.
- Kein Tag ohne Linie – Ein Bilderbuch. KDP-Taschenbuch. 2021, ISBN 979-8-7033-6731-5.
- Erzählungen eines Grenzgängers. Erzählungen. KDP-Taschenbuch, E-Book und Hardcover. 2022, ISBN 979-8-8145-2323-5
- Die Herde. Roman. KDP-Taschenbuch, E-Book und Hardcover. 2023, ISBN 979-8-3697-0046-4
- Die Hütte unten am Fluss und andere TEiLe. Erzählungen. KDP-Taschenbuc, E-Book und Hardcover. 2024, ISBN 979-8-8737-4322-3

## Rezeption (Auswahl)
- Badisches Tagblatt, 22. September 1983
- Kunstforum international Bd. 69, 1984
- Badische Neueste Nachrichten, 30. März 1989, 26. Juni 2010, 3. Mai 2014, 31. März 2016
- Der Kurier, 5. April 1991, 29. April 2010, 25. Juni 2010, 20. Dezember 2013
- Nordbayerischer Kurier, 20. Mai 1993
- Nürnberger Nachrichten, 21. Mai 1993
- Het Nieuwsblad (NL), 9. Oktober 1994
- Eindhovens Dagblad (NL), 16. Oktober 1994
- Fränkische Nachrichten, 26. Juni 1995
- Rhein-Neckar-Zeitung, 27. Juni 1995
- Amtsblatt Wörth am Rhein, 27. Januar 2009, 19. November 2009
- Stadtzeitung Karlsruhe, 28. November 2008
- Pfalz-Echo, 21. Dezember 2009, 25. November 2013
- Die Rheinpfalz, 6. Januar 2010, 19. Januar 2021[5]
- Klappe auf, Ausgabe Mai 2010, Januar 2014